# Gravviks kommun
Gravviks kommun (norska: Gravvik kommune) var en kommun i Nord-Trøndelag fylke i Norge. Kommunen omfattade den norra delen av nuvarande Nærøysunds kommun och gränsade till Nordland fylke i nordöst. Byn Gravvika utgjorde kommunens centralort. 

## Administrativ historik
Gravviks kommun upprättades den 1 januari 1909 genom utbrytning ur Leka kommun. Kommunen hade 881 invånare vid upprättandet.
Den 1 januari 1964 gick Gravviks kommun, tillsammans med Kolvereids kommun och huvuddelen av Foldereids kommun, upp i Nærøy kommun. Kommunens hade då 816 invånare.
Området utgör sedan den 1 januari 2020 en del av Nærøysunds kommun.